# Jeanne Zaidel-Rudolph
Jeanne Zaidel-Rudolph (OIB) (née le 9 juillet 1948) est une compositrice, pianiste et professeure sud-africaine. Elle est la première femme en Afrique du Sud à obtenir un doctorat en composition. Elle a arrangé la version de l'hymne national sud-africain, adopté en 1997, et a réécrit son dernier vers.

## Enfance et scolarité
Zaidel-Rudolph, née à Pretoria en 1948, a commencé à jouer du piano à l'âge de cinq ans. Elle a étudié à l'Université de Pretoria où elle suit les cours de Stefans Grové. Elle poursuit ses études au Royal College of Music de Londres avec comme maîtres, John Lambert et Tristram Carey. Après avoir rencontré György Ligeti, elle est invitée à rejoindre sa classe à Hambourg. La manière dont Ligeti utilise les instruments contrapuntiques et le timbre l'a fortement influencée.
Zaidel-Rudolph s'est également spécialisée dans le piano. Elle a eu comme professeurs Goldie Zaidel, Philip Levy et Adolph Hallis en Afrique du Sud et John Lill (en) à Londres. Zaidel-Rudolph retourne ensuite en Afrique du Sud et devient la première femme du pays à obtenir un doctorat en composition, en 1979, à l'Université de Pretoria, sous la direction de Stefans Grové.

## Carrière
Elle est chargée de composer une œuvre (Oratorio for Human Rights) pour les jeux Olympiques d'Atlanta en 1996.
En 1995, elle arrange une version composite de l'ancien et du nouvel hymne d'Afrique du Sud à la demande du président Nelson Mandela. Elle réécrit notamment le dernier couplet chanté en anglais sur la mélodie de Die Stem van Suid-Afrika. Elle compose également un chant (He walked to Freedom) pour la cérémonie de son doctorat d'honneur en 1997.
En 2000, 2002 et 2003, elle participe à l'émission Celebration  au Canada, aux États-Unis et au Royaume-Uni, émission pour laquelle elle compose, arrange et réalise la musique.
Les œuvres de Zaidel-Rudolph couvrent la plupart des genres musicaux, allant de la grande symphonie à la musique de chambre, au chant choral, au ballet, à l'opéra-rock, au cinéma et à la musique instrumentale soliste. Ses œuvres sont régulièrement jouées en Afrique, en Europe et en Amérique.
Zaidel-Rudolph a également apporté une contribution considérable à la musique juive à Johannesbourg. En 2013, elle compose d'après un thème juif Hebrotica, une pièce pour marimba solo dédiée et interprétée pour la première fois par le musicien klezmer virtuose Alex Jacobowitz à Johannesbourg.
Elle est étroitement associée au Sydenham-Highlands North Hebrew Congregation, dont le chœur d'hommes a chanté et enregistré de nombreuses compositions écrites par Zaidel-Rudolph. « Son style reflète à la fois la source d'inspiration de mysticisme religieux et la richesse d'une approche transculturelle, qui fusionne les éléments musicaux africains et occidentaux. »
Zaidel-Rudolph a travaillé à l'école de Musique de l'université du Witwatersrand à partir de 1975. Elle y a été professeure de composition.

## Récompenses
- En 1974, elle est la première personne sud-africaine à avoir reçu le Prix Cobbett de composition du Royal College of Music.